# 대이작항
대이작항(大伊作港)은 인천광역시 옹진군 자월면 이작1리, 대이작도 섬에 있는 어항이다. 2006년 8월 30일 어촌정주어항으로 지정되었다. 어항관리청은 옹진군수이다.

## 어항 구역
본 항의 어항구역은 다음과 같다.
- 대이작항 서쪽기점에서 북서쪽으로 115m, 북동쪽으로 331m, 남동쪽으로 187m, 남서쪽으로 127m지점을 순차적으로 연결하는 선 내의 공유수면(46,882m2)

## 어항 시설
- 방파제 134m, 선착장 68m, 부잔교 30m

## 기본 계획
- 방파제 144m, 선착장 68m, 부잔교 30m[2]

## 정비 계획
- 방파제 50m, 호안정비 50m[2]